# Bandera de Ciudad del Cabo
La bandera de Ciudad del Cabo es la bandera utilizada por la administración municipal de Ciudad del Cabo en Sudáfrica. No es una bandera registrada oficialmente, pero consiste en el logotipo de la ciudad utilizado en forma de bandera, y desde 1996 ha cambiado cada vez que el logotipo de la ciudad ha cambiado. 
El logotipo actual de la ciudad fue adoptado en 2014 y se usa en la bandera de la ciudad. Consiste en una roseta de cuatro anillos concéntricos, cada uno compuesto por 6 siluetas de Table Mountain.
Desde aproximadamente 2005 hasta 2014, el logotipo consistió en un contorno blanco de Table Mountain sobre un fondo de trazo de pincel de arco iris.
Desde 1996 hasta alrededor de 2005, la bandera mostraba una silueta de Table Mountain. Fue creada por un diseñador gráfico y no fue registrada en la Oficina de Heráldica de Sudáfrica. El diseño consistió en una imagen estilizada de Table Mountain (y los picos vecinos Devil's Peak y Lion's Head) en blanco sobre un fondo azul en la parte superior izquierda y verde en la parte superior derecha. Debajo de la imagen de Table Mountain hay una franja horizontal amarilla de "pincel" debajo de la cual hay una sección roja en la parte inferior de la bandera.
Antes de 1996, la bandera consistía en el escudo de Ciudad del Cabo en un campo azul.